# IRIS (Bahnstandard)
Mit dem Regelwerk IRIS (International Railway Industry Standard) hat die Union des Industries Ferroviaires Européennes (UNIFE) mit Sitz in Brüssel in enger Zusammenarbeit mit den führenden Bahnsystemherstellern eine international geltende Anforderung an die Qualitätsmanagementsysteme der Zulieferer von Ausrüstungskomponenten sowie an Engineering-Dienstleister – die auch eigene Zertifikate erhalten können – erarbeitet. IRIS setzt auf den Forderungen der ISO 9001 auf und enthält zusätzliche bahnspezifische Forderungen.
IRIS 00 wurde im März 2006 veröffentlicht, am 1. November 2007 erschien die Revision 01, die seit Januar 2008 die Zertifizierungsgrundlage bildete. Mit der Ergänzung (Addendum) vom 19. Juni 2008 werden auch Anforderungen an die Instandhaltung von Schienenfahrzeugen und Signaltechnik darin einbezogen. Am 18. Juni 2009 wurde die Revision 02 auf der Grundlage der ISO 9001:2008 veröffentlicht. In einer Übergangszeit bis 31. Dezember 2009 konnte auf der Grundlage der Rev. 01 oder 02 zertifiziert werden, ab 2010 kam nur noch die Rev. 02 zur Anwendung. Bestehende Zertifikate nach IRIS 01 blieben jedoch drei Jahre gültig.
Das IRIS-Regelwerk der Rev. 02 – im Verlauf ergänzt durch Corrigendums und Advisories, erschienen als Rev. 02.1 – führt die Unternehmensprozesse vom QMS (Qualitätsmanagementsystem) hin zum BMS (Businessmanagementsystem) und fordert die Festlegung und Dokumentation relevanter Verfahren und Prozessen. Besonders hervorzuheben sind Prozesse wie „Projektmanagement“, „Konfigurationsmanagement“ und „Obsoleszenzmanagement“. Das Regelwerk legt bahnspezifische Geltungsbereiche (Scopes of Certification) fest, die den Lieferanten für die jeweilige Produktgruppe zugeordnet werden. Das Zertifizierungsaudit wird auf der Grundlage eines umfangreichen Anforderungskataloges durchgeführt, der von den Unternehmen auch für die Durchführung der internen Audits verwendet werden kann. Hierzu wurde 2006 eine unterstützende Audit-Software, das IRIS-Audit-Tool, eingeführt und kann von den Unternehmen zur Durchführung, Dokumentation und Bewertung interner Audits erworben werden. Es enthält für den jeweiligen IRIS Revisionsstand einen vollständigen Audit-Fragenkatalog. Im Zertifizierungsprozess wird das Audit-Tool von Zertifizierungsauditoren angewendet und führt anhand des ermittelten Erfüllungsgrades zum Auditergebnis.
So können die Systemverbesserungen in den Folgejahren durch die Erhöhung des Erfüllungsgrades aufgezeigt werden. Nach der Zertifizierung sowie durch die Aufnahme in das UNIFE-Lieferantenportal stellen sich die Lieferanten ihren potenziellen Kunden in der Bahnindustrie auf der UNIFE-Website vor. Die Hersteller von Bahnsystemen verlangten bis 2009 die Zertifizierung nach IRIS von ihren A-Lieferanten.
Die Anforderungen von IRIS Rev. 02.1 basierten auf der ISO 9001:2008, die nach Veröffentlichung der ISO 9001:2015 mit dreijähriger Übergangsfrist am 15. September 2018 ungültig wurde. Zertifizierungen nach altem Standard konnten prinzipiell weiterhin durchgeführt werden, das Zertifikat galt dann jedoch nur eine verkürzte Zeit bis zum 14. September 2018.
Ein neuer IRIS-Standard auf der Grundlage von ISO 9001:2015 mit der neuen High Level Structure wurde im Mai 2017 als ISO/TS 22163 veröffentlicht. Ein umfangreicher Anforderungskatalog musste – wie zuvor – im Ablauf eines Audits im geforderten Umfang erfüllt werden. Ein Transition Audit von IRIS Rev. 02.1 auf Rev.03 bzw. auf ISO/TS 22163 war bis zum 14. September 2018 erfolgreich durchzuführen, um die IRIS-Zertifizierung aufrechtzuerhalten.
Am 25. Juli 2023 ist mit der IRIS Revision 04 die ISO 22163:2023 veröffentlicht worden. Sie trat in Kraft am 1. Januar 2024. Das bekannte IRIS Certification Audit-Tool wurde überarbeitet und liegt nun als cloudbasierte Webanwendung vor. Gemeinsam mit dem „IRIS Certification Performance Assessment:2023“ liegen die Anforderungen an den IRIS Zertifizierungsprozess für die Revision 04 fest, sodass IRIS Revision 04 ab dem 1. April 2024 gestartet werden kann. Wenn zusätzliche Anforderungen erfüllt werden, ist vorgesehen, dass Unternehmen die Leistungsstufen Bronze, Silber und Gold erreichen können.
Die IRIS Zertifizierungsaudits werden von Auditoren akkreditierter Zertifizierungsgesellschaften wie z. B. Bureau Veritas, DQS, TÜV, SGS oder DEKRA durchgeführt. Auditoren müssen vom IRIS Management Centre qualifiziert und examiniert sein.
Sollte ein Unternehmen sowohl für die Bahnhersteller als auch für die Automobil- oder Luftfahrtindustrie Serienprodukte liefern wollen, wird neben der jeweiligen Zertifizierung eine organisatorische Trennung der Produktionsbereiche nicht zu vermeiden sein.
Weltweit besitzen 2.258 Unternehmen eine aktive IRIS Zertifizierung (Stand 04/2024).